# 32-тактовая форма
32-тактовая форма или Форма AABA (англ.  The thirty-two-bar form) — термин, обозначающий простую двухчастную форму в популярной музыке. Эта форма широко используется в различных направлениях рок, поп-музыки и джаза, начиная с музыки Тин Пэн Элли. По мнению исследователей сформировалась в 1910-х годах, однако становится значимой в 1925—1926 годах.
«В этой форме музыкальная структура каждого припева состоит из четырёх восьмитактовых построений по модели AABA… Тысячи пластинок Тин Пэн Элли используют эту схему и Адорно полностью прав, утверждая, что такая форма вполне предсказуема для слушателей …»
Раздел А, или куплет, обычно гармонично завершается каденцией на тонике. Раздел B может трактоваться как средняя часть (англ. bridge) или как импровизационный проигрыш (англ. release). Этой части свойственны модуляции, что делает её гармонически открытой, заканчивается часть обычно доминантной тональностью, подготавливая возвращение в куплет.
Одним из классических примеров формы AABA является песня «I Got Rhythm» с её аккордовой последовательностью: «Rhythm changes».

## Тин Пэн Элли
Большинство песен Тин Пэн Элли состоят из куплета или «секционного куплета (англ. sectional verse)» и рефрена, или «секционного рефрена» (англ. sectional refrain), обычно в 32-тактовой форме. Секционный куплет обычно пропускается современными исполнителями и поэтому рефрен остаётся единственной выполняемой и известной секцией. Известным примером является песня «Somewhere Over the Rainbow», которая написана в полном соответствии схеме AABA.

## Поздние рок и поп-композиции
32-тактовые формы часто использовали в рок-музыке в 1950-х и 60-х, после чего большее распространение получила куплетная форма. Примеры 32-тактовой формы:
- Jerry Lee Lewis «Great Balls of Fire» (1957);
- The Everly Brothers «All I Have to Do Is Dream» (1958);
- The Shirelles «Will You Love Me Tomorrow» (1960);
- The Beach Boys «Surfer Girl» (1963);
- The Beatles, «From Me to You» (1963) и «Hey Jude» (1968).

Бриль Билдинг и другие музыканты, в частности Джон Леннон и Пол Маккартни, часто использовали модифицированную 32-тактовую форму, изменяя количество тактов в отдельных или во всех секциях. Например:
- The Beatles, «I Want to Hold Your Hand»

Сложная форма AABA представляет собой сочетание формы AABA как контрастирующей средней части (B) и готовит возвращение пары куплет-припев (A). Песня Police «Every Breath You Take» (1983) содержит 32-тактовую секцию, контрастные середину, и репризу 32-тактовой секции, создавая сложную трёхчастную форму ABA с двумя двухчастной AABA. Другие примеры:
- Boston, «More Than a Feeling» (1976)
- Righteous Brothers, «You’ve Lost That Lovin’ Feelin’» (1964)
- Led Zeppelin, «Whole Lotta Love» (1969)
- Tom Petty, «Refugee» (1979)[5]